# آدنزا
آدنزا (انگلیسی: Adenza) شرکت فناوری اطلاعات آمریکایی است، که در سال ۱۹۹۷ تأسیس شد و در حال حاضر دارای ۲۲ دفتر خدماتی می‌باشد.